# Rafael Behr
Rafael Behr (geboren 1958 in Mainz) ist ein deutscher Professor für Polizeiwissenschaften am Fachhochschulbereich der Akademie der Polizei Hamburg und lehrt dort Kriminologie und Soziologie. Er leitet die Forschungsstelle Kultur und Sicherheit (FOKuS).
Im September 2021 wählte die schwarz-grüne Koalition in Hessen Behr für das Ende 2020 neu geschaffene Amt eines „Bürger- und Polizeibeauftragten“ aus. Behr sei ein ausgewiesener Experte und verfüge sowohl über einen wissenschaftlichen als auch einen praktischen Hintergrund. Der Personalvorschlag ging auf eine Initiative der Grünen zurück. Aus gesundheitlichen Gründen zog er seine Bewerbung Anfang Oktober 2021  zurück.
Behr lehrt auch am ehemaligen Institut für Kriminologische Sozialforschung der Universität Hamburg sowie an der Universität Bochum Kriminologie und Polizeiwissenschaft. Er war Mitglied im Reformprojekt Polizei.Macht.Menschen.Rechte der österreichischen Polizei und ist Supervisor in der Deutschen Gesellschaft für Supervision (DGSv).

## Werdegang
Von 1975 bis 1990 war Behr Polizeibeamter bei der hessischen Bereitschaftspolizei und im Polizeipräsidium Frankfurt am Main. Ab 1987 studierte er Soziologie und Psychologie an der Universität Frankfurt. Von 1992 bis 1995 war er Dozent an der Fachhochschule für öffentliche Verwaltung, Polizei und Rechtspflege in Güstrow. Danach war er zehn Jahre wissenschaftlicher Angestellter bei der Universität Frankfurt und promovierte 1999 mit der Schrift Cop Culture über die Organisationskultur der Polizei bzw. über den „Alltag des Gewaltmonopols“. Er leitete von 2005 bis 2007 das Projekt Migranten in Organisationen von Recht und Sicherheit am Institut für Sicherheits- und Präventionsforschung in Hamburg. 2008 wurde er Dozent an der Polizeiakademie Niedersachsen in Nienburg/Weser. Zum 1. Oktober 2008 wurde er auf die Professur für Polizeiwissenschaften mit den Schwerpunkten Kriminologie und Soziologie an der Hochschule der Polizei Hamburg berufen.

## Scharfe Kritik an der AfD und rechten Tendenzen in der Polizei
Behr gilt als prominenter Kritiker der Alternative für Deutschland (AfD). Behr teilte 2019 mit, es gebe mittlerweile eine rigorosere Grundstimmung in der Polizei. Immer mehr Polizisten würden sich „mit ihren rigiden Einstellungen“ aus der Deckung wagen. Dabei habe die „Flüchtlingskrise“ Spuren hinterlassen. Es gebe „Polizisten, die die gedankliche Engführung der AfD, alles Unglück unserer Gesellschaft  liege an den Flüchtlingen und Frau Merkel sei daran schuld, teilen“.

## Arbeitsschwerpunkte
Behr arbeitet in den Bereichen soziale Kontrolle, Organisationstheorie und -Kultur der Polizei, Devianz- und empirische Polizeiforschung, des Weiteren in Migrations- und Integrationstheorie sowie Modernisierungstheorien der Gesellschaft. Der Kriminalwissenschaftler Thomas Ohlemacher zählt ihn zu den „qualitativen Pionieren“ der Polizeiforschung. Behr erschütterte die Vorstellung einer einheitlichen „Polizeikultur“ und differenziert zwischen „Polizei-“ und „Polizistenkultur“. So kann die Polizei formell als Organisation im Sinne von Weber mit einer offiziellen Polizeikultur „von oben“ angesehen werden (Police Culture). Ihr setzt Behr eine mit deren Leitbildern konkurrierende „gelebte Kultur der handarbeitenden Polizisten“ (Cop Culture) entgegen. In diesem Sinne konkurrieren dann auch verschiedene Aspekte der Männlichkeit bei den Polizisten: die Arbeit in der Führungsetage („an der warmen Heizung“) mit den klassischen Mustern des eher väterlichen Schutzmanns und des dynamisch-aggressiven Kriegers.

## Publikationen (Auswahl)
- Cop culture - der Alltag des Gewaltmonopols: Männlichkeit, Handlungsmuster und Kultur in der Polizei. 2. Auflage. VS Verlag für Sozialwissenschaften, Wiesbaden 2008, ISBN 978-3-531-15917-1.
- Polizeikultur: Routinen - Rituale - Reflexionen; Bausteine zu einer Theorie der Praxis der Polizei. VS Verlag für Sozialwissenschaften, Wiesbaden 2006, ISBN 978-3-531-14584-6.
- Migranten in der Polizei – eine Untersuchung zur Integrationsleistung des staatlichen Gewaltmonopols (PDF, 409 kB)
- Polizei und Diskriminierung: ein Klärungsversuch. (PDF, 252 kB)
- Über Polizei und Gewalt. Beitrag in der Zeitschrift Berliner Republik, Ausgabe 03/2014